# Lingetoppane
Die Lingetoppane sind Nunatakker im Osten des Fimbulheimen im ostantarktischen Königin-Maud-Land. Sie ragen südlich der Schirmacher-Oase auf. Zu ihnen gehört unter anderen der Hauglandtoppen.
Namensgeber der Nunatakker ist der Norweger Martin Linge (1894–1941), ein Veteran des Zweiten Weltkriegs, der bei der britischen Operation Archery auf der Insel Vågsøy im Kampf gegen die deutschen Besatzer am 27. Dezember 1941 getötet wurde.